# Splitska banka
Die Splitska banka d.d. (dt. Bank von Split) ist ein Kreditinstitut aus Kroatien in der Rechtsform einer Aktiengesellschaft mit Sitz in Split/Kroatien und seit 30. Juni 2006 zugehörig zur Bankengruppe Société Générale aus Frankreich.
Die Bank hat nach eigenen Angaben 9 % Marktanteil und gehört zu den größten Banken in Kroatien. Sie unterhält 112 Geschäftsstellen und hat mehr als 460.000 Kunden, davon mehr als 2.000 Unternehmen.

## Geschichte
Die Splitska banka wurde 2002 von der österreichischen Bank Austria für 132 Mio. Euro erworben. Nach der Übernahme der Bank Austria durch die italienische Unicredit 2006 wurde die Splitska banka wegen der  kroatischen Kartellrichtlinien für rund 1 Mrd. Euro  an die französische Société Générale veräußert. 2017 wurde die Société Générale – Splitska banka d.d. an die OTP Banka verkauft.